# Making of (film)
Making of è un film del 2023 diretto da Cédric Kahn.

## Trama
Simon, un regista d'impegno sociale, vuole girare un film su di un gruppo di operai in lotta contro la delocalizzazione della loro fabbrica, ma le riprese vengono deragliate da una serie di imprevisti tragicomici, documentati da Joseph, comparsa e aspirante regista, in un improbabile making of.

## Distribuzione
Il film è stato presentato in anteprima il 4 settembre 2023 all'80ª Mostra internazionale d'arte cinematografica di Venezia. È stato distribuito nelle sale cinematografiche franco-belghe a partire dal 10 gennaio 2024, mentre in quelle italiane dal 26 settembre 2024.